# Tetraazidomethan
Tetraazidomethan ist eine thermisch instabile Kohlenstoff-Stickstoff-Verbindung mit einem Stickstoffgehalt von 93,3 %. Formal ist es das Tetraazidoderivat des Methans. Die hochenergetische, zu einer spontanen explosiven Zersetzung neigende Substanz wurde erstmals 2006 von einer Gruppe an der TU Chemnitz hergestellt.

## Darstellung und Gewinnung
Die Synthese von Tetraazidomethan gelingt durch die Umsetzung von Trichloracetonitril mit Natriumazid in Acetonitril.
Eine zweite Herstellungsvariante geht von Triazidocarbeniumhexachloroantimonat [C(N3)3]SbCl6 aus, welches bei einer Umsetzung mit Natriumazid die Zielverbindung ergibt.

## Eigenschaften
Reines Tetraazidomethan ist eine farblose Flüssigkeit, die extrem gefährlich zu spontanen Explosionen neigt. Neben der thermischen Instabilität ist die Verbindung extrem empfindlich gegenüber mechanischer Belastung.
In Lösung eröffnet die Verbindung einige interessante Synthesereaktionen, wie die Hydrolyse zu Kohlensäurediazid, Cycloadditionsreaktionen mit Alkenen und Alkinen sowie Reaktionen mit Phosphinen. Starke Lewis-Säure wie Antimonpentachlorid spalten ein Azidanion unter Bildung des entsprechenden Triazidocarbeniumsalzes [C(N3)3][SbCl5N3] ab.

## Verwendung
Eine praktische Verwendung von freiem Tetraazidomethan ist wegen der hohen Instabilität ausgeschlossen. In Formulierungen wird ein Potential für energetische Mischungen gesehen.